# Dywizja Kräutler
Dywizja Kräutler – utworzona w kwietniu 1944 roku jako grupa dywizyjna przy 20 Armii Górskiej. We wrześniu 1944 roku otrzymała oznaczenie Dywizyjny Sztab do Zadań Specjalnych nr.140 (Divisions-Stab z.b.V. 140), ale dalej zwana Grupą Dywizyjną Kräutler. Działała w Finlandii i Norwegii, tuż przed końcem wojny przemianowana na 9 Dywizję Górską. Jej jedynym dowódcą był generał-major Mathias Kräutler.

## Skład
- 139. pułk strzelców górskich (Gebirgsjäger-Regiment 139)
- 3. batalion strzelców (Jäger-Bataillon 3)
- sztab 931 pułku artylerii do zadań specjalnych (Artillerie-Regimentsstab z.b.V. 931)
- inne pododdziały dywizyjne